# Samuele Birindelli
Samuele Birindelli (Pisa, provincia de Pisa, 19 de julio de 1999) es un futbolista italiano. Juega de defensa y su equipo actual es el A. C. Monza de la Serie B de Italia. Es el hijo del exfutbolista de la Juventus de Turín, Alessandro Birindelli.

## Clubes
| Club            | País   | Año           |
| --------------- | ------ | ------------- |
| A. C. Pisa 1909 | Italia | 2016-2022     |
| A. C. Monza     | Italia | 2022-presente |